# 大石正行
大石 正行（おおいし まさゆき）は、日本の元アマチュア野球選手（投手）。

## 経歴・人物
横手高校では3年生からエースとして活躍。1969年夏の選手権の西奥羽大会において、決勝で同じ秋田県にある秋田商業高校を破り、甲子園への出場を果たした。しかし、1回戦において、渋谷通、川本浩次らがいた平安高校に敗退。
高校卒業時に、同年のドラフト会議で中日から6位指名を受けたが、入団を拒否し、電電東北に入社した。その電電東北でエースを務め、都市対抗野球にも出場し、1977年までにプレーした。
その後、社業に戻り、NTT東日本秋田支店での勤務に携わる傍らに、少年野球の指導に当たった。
長身から投げる重い球質が特徴であった。